# Charlie Austin
Charles "Charlie" Austin (Hungerford, Berkshire, 5 de juliol de 1989), és un futbolista anglès que juga com a davanter al West Bromwich Albion FC.
Es va formar a les categories inferiors del Reading F.C., però va ser expulsat als 15 anys per la seva baixa alçada. Posteriorment va jugar en equips de divisions més modestes en el futbol anglès fins a l'any 2009 quan va fitxar pel Swindon Town F.C., de la lliga Football League One. Va ser fitxat pel Burnley F.C. el 28 de gener de 2011, passant a ser un futbolista de la lliga Football League Championship. Posteriorment, l'1 d'agost de 2013, Austin va ser fitxat pel Queens Park Rangers F.C. en un contracte de 3 anys, per una quantitat desconeguda de diners.
Es va formar a les categories inferiors del Reading F.C., però va ser expulsat als 15 anys per la seva baixa alçada. Posteriorment va jugar en equips de divisions més modestes en el futbol anglès fins a l'any 2009 quan va fitxar pel Swindon Town F.C., de la lliga Football League One. Va ser fitxat pel Burnley F.C. el 28 de gener de 2011, passant a ser un futbolista de la lliga Football League Championship. Posteriorment, l'1 d'agost de 2013, Austin va ser fitxat pel Queens Park Rangers F.C. en un contracte de 3 anys, per una quantitat desconeguda de diners.
El 16 de gener de 2016, Austin va ser fitxat per l'equip de la FA Premier League Southampton F.C. en un contracte de 4 anys i mig, per 4 milions de lliures.